# Петър Мерков
Петър Мерков е български състезател по кану-каяк.

## Биография
Роден е в Пловдив на 3 ноември 1976 г. Състезател е на спортен клуб „Тракия“. Печели сребърни медали в дисциплината кану каяк (500 и 1000 м.) на Летните олимпийски игри 2000 в Сидни. Четвърти на олимпиадата в Атланта на 1000 м.
Други негови постижения са:
- Европейски шампион по кану-каяк на 500 м от Загреб (1999).
- 6 сребърни и 1 бронзов медал от европейски първенства